# Morzeszczyn (gemeente)
De gemeente Morzeszczyn is een landgemeente in Pommeren in de powiat Tczewski.
De gemeente bestaat uit 11 administratieve plaatsen solectwo: Borkowo, Dzierżążno, Gąsiorki, Gętomie, Kierwałd, Królów Las, Lipia Góra, Majewo, Morzeszczyn, Nowa Cerkiew, Rzeżęcin
De zetel van de gemeente is in Morzeszczyn.
Op 30 juni 2004 telde de gemeente 3792 inwoners.

## Oppervlakte gegevens
In 2002 bedroeg de totale oppervlakte van gemeente Morzeszczyn 91,22 km², waarvan:
- agrarisch gebied: 72%
- bossen: 17%

De gemeente beslaat 13,08% van de totale oppervlakte van de powiat.

## Demografie
Stand op 30 juni 2004:
| Omschrijving                   | Totaal | Totaal | Vrouwen | Vrouwen | Mannen | Mannen |
| ------------------------------ | ------ | ------ | ------- | ------- | ------ | ------ |
| eenheid                        | aantal | %      | aantal  | %       | aantal | %      |
| inwoners                       | 3792   | 100    | 1901    | 50,1    | 1891   | 49,9   |
| bevolkingsdichtheid (inw./km²) | 41,6   | 41,6   | 20,8    | 20,8    | 20,7   | 20,7   |

In 2002 bedroeg het gemiddelde inkomen per inwoner 1567,64 zł.

## Aangrenzende gemeenten
Bobowo, Gniew, Pelplin, Skórcz, Smętowo Graniczne